# 文頓 (內布拉斯加州)
文頓（英語：Vinton）是位於美國內布拉斯加州瓦利縣的鬼鎮。

## 歷史
文頓的郵局於1875年設立，其後於1888年停運。

## 地理
文頓所處的海拔為高於海平面654米（即2146英呎），而該地所採用的時區為UTC-6，即北美中部时区（CST）。同時該地設有夏令時間，為UTC-6調快一小時，即UTC-5（CDT）。